# Parafia Ewangelicko-Augsburska w Mysłowicach
Parafia Ewangelicko-Augsburska w Mysłowicach – parafia Kościoła Ewangelicko-Augsburskiego w RP w diecezji katowickiej.

## Historia
Reformacja w zasadzie ominęła Mysłowice, a luteranizm zaczął się tu szerzej przyjmować dopiero po 1742 r., kiedy to Górny Śląsk wszedł w skład Królestwa Pruskiego. Zbór mysłowicki prawdopodobnie przynależał pierwotnie do założonej w 1770 r. parafii w Hołdunowie. W 1848 r. ewangelicy otwarli w Mysłowicach szkołę z niemieckim językiem wykładowym. W 1855 r. odbyło się pierwsze nabożeństwo; odtąd odprawiano je tutaj nieregularnie. 
Parafię formalnie erygowano w 1857 r. Początkowo opiekę duszpasterską sprawował duchowny z Katowic, jednak liczba ewangelików w Mysłowicach szybko wzrastała. W 1872 r. pojawił się w Mysłowicach pierwszy stały duchowny - ks. Jerzy Badura - później znany działacz polsko-narodowy na Śląsku, który administrował parafią do 1876 r.
W 1875 r. ewangelicy przystąpili do budowy neogotyckiego kościoła Apostołów Piotra i Pawła, który poświęcono w 1877 r. Nabożeństwa odprawiane były odtąd co niedzielę, w językach polskim i niemieckim.
W 1881 r. powiększono cmentarz, a w 1885 r. zakupiono budynek przeznaczony na plebanię. W 1905 r. od parafii odłączył się dotychczasowy filiał Roździeń.
W wyniku poplebiscytowego podziału Górnego Śląska, Mysłowice znalazły się w Polsce, wskutek czego wiele rodzin ewangelickich opuściło to miasto - liczba zborowników spadła wówczas z 1700 do 600 wiernych. W 1927 r. uroczyście obchodzono 70-lecie kościoła i 50-lecie parafii. Na cmentarzu ewangelickim w Mysłowicach spoczywa m.in. Emil Caspari - wicemarszałek Sejmu Śląskiego.
W wyniku II wojny światowej i powojennych prześladowań miejscowej ludności, a później wyjazdów do Niemiec, liczba wiernych w parafii gwałtownie spadła. W okresie powojennym parafia nie miała już własnego proboszcza. W 1952 r. pod opieką proboszcza parafii w Szopienicach powołano istniejący do dzisiaj tzw. szopienicki ośrodek parafialny, w skład którego weszła parafia w Mysłowicach, a także w Sosnowcu i Hołdunowie. Formalnie parafia zachowała swą samodzielność. W ramach tego ośrodka szopienickiego w Mysłowicach działa m.in. chór „Jubilate Deo” pod dyr. Joanny Bliwert-Hoderny.
W 2008 parafia liczyła około 100 wiernych.
Obecnie proboszczem parafii w Katowicach-Szopienicach, a zarazem administratorem parafii w Mysłowicach, jest ks. Adam Malina. Odbywają się regularnie nabożeństwa niedzielne i świąteczne, w okresie adwentowym i pasyjnym także tygodniowe (w piątki). W trakcie nabożeństw prowadzone są szkółki niedzielne, odbywają się też lekcje religii, spotkania młodzieży i kółka biblijnego.

## Grupy parafialne
- Chór „Jubilate Deo”

## Kościoły i kaplice
- Kościół Apostołów Piotra i Pawła (parafialny)
- Kaplica ewangelicka (w domu parafialnym)